# Xenichthys xanti
Xenichthys xanti és una espècie de peix pertanyent a la família dels hemúlids que habita des del sud del golf de Califòrnia fins al Perú (Pacífic oriental).
Pot arribar a fer 24 cm de llargària màxima (normalment, en fa 18). Cos oblong, fusiforme i una mica comprimit. Boca petita, terminal i obliqua. Mandíbula inferior sortint. Ulls molt grossos. Aleta dorsal molt dentada i amb 12 espines i 17-19 radis tous. Té el dors de color verd marronós i els flancs argentats amb reflexos daurats i 5 o 6 franges longitudinals grogues. És un peix marí, demersal i de clima tropical. És inofensiu per als humans.